# Sân bay Carlos Manuel de Céspedes
Sân bay Carlos Manuel de Céspedes (IATA: BYM, ICAO: MUBY) là một sân bay phục vụ thành phố Bayamo, tỉnh Granma của Cuba. Sân bay này được đặt tên theo Carlos Manuel de Céspedes. Sân bay có 1 đường băng dài 1933 m bề mặt nhựa đường.

## Các hãng hàng không và các tuyến bay
Hiện có các hãng hàng không sau đang hoạt động tại sân bay này:
- Cubana de Aviación (La Habana)